# Johann Valentin Metz

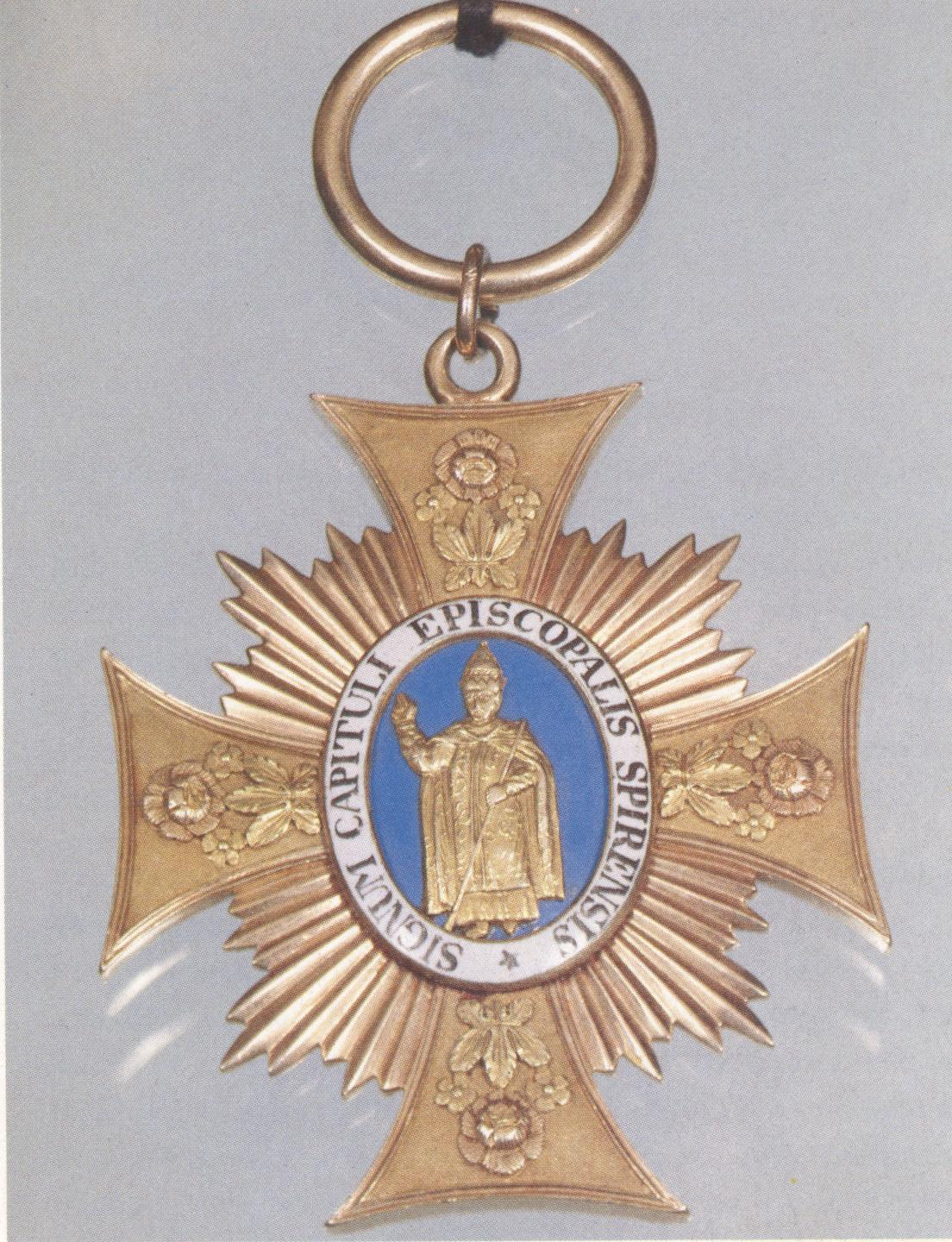
Kreuz der Speyerer Domkapitulare (1822), wie es auch Johann Valentin Metz als Zeichen seiner Domherrenwürde trug

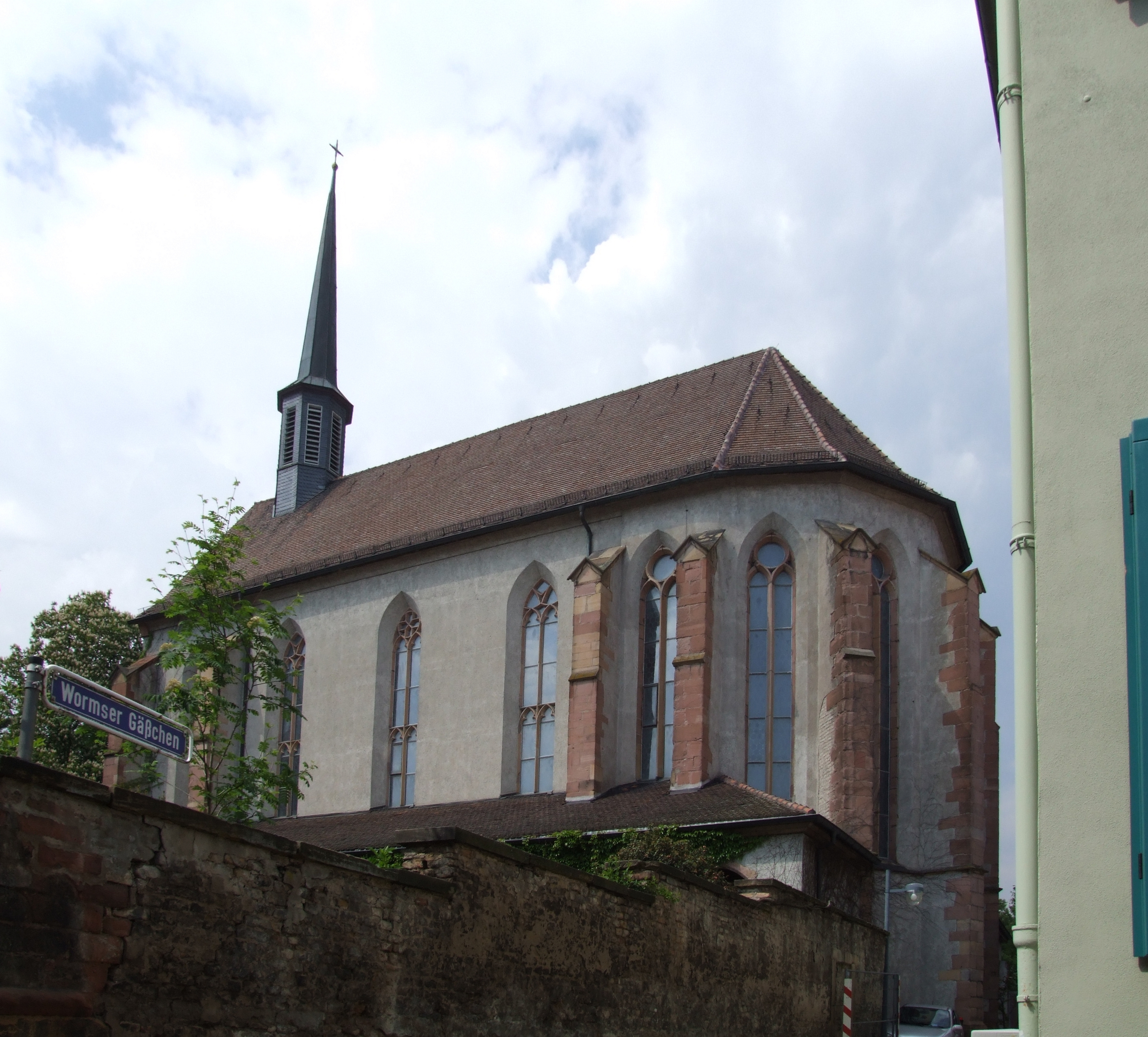
Der 1829 durch die Metz`sche Stiftung erworbene Chor der alten Speyerer Dominikanerkirche (heute St. Ludwig)

Johann Valentin Metz (* 11. Dezember 1745 in Hayna; † 24. Mai 1829 in Speyer) war ein katholischer Priester sowie erster Dompropst und Generalvikar der 1818 neu errichteten Diözese Speyer.

## Leben und Wirken
Johann Valentin Metz wurde in dem Dorf Hayna, jetzt ein Ortsteil von Herxheim bei Landau geboren. Er besuchte das Gymnasium in Speyer, wurde Zögling der Jesuiten in Mannheim und trat in das Klerikalseminar Heidelberg ein. Am 4. April 1772 erhielt er seine Priesterweihe in Bruchsal. 
Noch im gleichen Jahr berief ihn die kurpfälzische Regierung als Gymnasialprofessor nach Mannheim, wo er auch gleichzeitig als Pfarrkaplan amtierte. In Anerkennung seiner Verdienste übertrug Kurfürst Karl Theodor dem Geistlichen 1786 die Pfarrei Böhl, die er bis 1803 versah. Von 1803 bis 1821 wirkte Johann Valentin Metz als Pfarrer von Offenbach an der Queich und Dekan des Landkapitels Edenkoben. Von 1801 bis zur Wiedererrichtung der Diözese Speyer 1821 gehörten diese Gemeinden zum Großbistum Mainz.
Durch Abschluss des Bayerischen Konkordates von  1817 konnte 1818 das untergegangene Bistum Speyer neu gegründet werden. Die tatsächliche Wiedererrichtung zog sich aber noch bis 1821 hin. In jenem Jahr wurde die Zirkumskriptionsbulle publiziert und zum 7. November ein Domkapitel installiert. Die Inthronisation des ersten Bischofs Matthäus Georg von Chandelle († 1826) erfolgte am 22. Januar 1822.
Papst Pius VII. ernannte Johann Valentin Metz mit Datum vom 12. Oktober 1821 zum Dompropst von Speyer. Bischof Chandelle bestimmte ihn auch zu seinem Generalvikar. Franz Xaver Remling beschreibt Metz als  „klein und schwach an Körper, aber ausgezeichnet durch kindlich frommen Sinn, strengkirchliche Grundsätze, milde Freigiebigkeit, voll Eifer und Liebe für alles Gute und Erbauliche.“ Er habe bei dem vorher zuständigen Mainzer Bischof Joseph Ludwig Colmar in hohem Ansehen gestanden.
Aufgrund seines fortgeschrittenen Alters konnte Metz sein Amt nur noch eingeschränkt ausfüllen. Das Generalvikariat gab er 1826 ab, Dompropst blieb er bis zu seinem Tod.
Schon seit dem 22. November 1822 besaß Johann Valentin Metz aufgrund seiner Gebrechlichkeit die Erlaubnis, die täglichen Messen in seiner Wohnung zu zelebrieren. Trotzdem nahm er rege am Aufbau der Diözese teil. Als Bischof Chandelle 1822 die Gründung eines Priesterseminars beabsichtigte, bot er ihm sein ganzes Vermögen in Höhe von 6000 Gulden und seine Büchersammlung als Schenkung dafür an.  Trotzdem konnte der Plan erst 1827 unter dem Nachfolger Johann Martin Manl verwirklicht werden. Auch nun beteiligte sich Metz sofort an der Errichtung, setzte das Seminar zu seinem Universalerben ein und vermachte ihm die beträchtliche Summe von 9000 Gulden. Mit dem Geld bezahlte man den 1829 kurz vor seinem Tod zum Preis von 8000 Gulden erworbenen Chor der alten Dominikanerkirche, die fortan als Seminarkirche diente (heute St. Ludwig, Speyer). Dort ließ ihm Bischof Nikolaus von Weis deshalb später einen Gedenkstein neben der Sakristeitür setzen.
Johann Valentin Metz starb im Mai 1829 und man bestattete ihn auf dem Alten Friedhof Speyer. Das Grab ist nicht mehr existent, bei Auflösung der früheren Domherrengruft wurden die Gebeine auf den neu angelegten Domkapitelsfriedhof bei der St. Bernhardskirche umgebettet. Hier erinnert eine Stele an die frühesten Domherren der neuen Diözese. Darauf ist auch Metz mit seinen Lebensdaten verzeichnet. Seit 1776 zählte er zu den Mitgliedern des Heidelberger Pactum Marianum, der Sterbebruderschaft der ehemaligen Jesuiten-Sodalen.